# Josef Maurer (Heimatforscher)
Josef Maurer (* 16. Jänner 1853 in Asparn an der Zaya; † 19. November 1894 in Deutsch-Altenburg) war ein katholischer Pfarrer, Dichter und niederösterreichischer Heimatforscher.

## Leben und Wirken
Josef Maurer wurde nach Besuch des Piaristengymnasiums in Wien und der Universität Wien am 25. Juli 1877 zum Priester geweiht. Nach seelsorgerischer Tätigkeit in Pfarren des Weinviertels war er mehrere Jahre in Wiener Pfarren tätig, wo er auch die Möglichkeit zu Archiv- und Bibliotheksstudien nutzte. Es folgte die langjährige Tätigkeit in der Pfarre Markthof und schließlich die Übernahme der Pfarre Deutsch Altenburg.
Neben seinem Beruf als Priester war Maurer dichterisch tätig. Seine schöngeistigen Werke, die heute weitgehend vergessen sind, standen ganz im Zeichen der Seelsorge und verstärkten diese und die damit verbundene Beliebtheit bei der ländlichen Bevölkerung ungemein.
Anerkannt und heute noch brauchbar sind Maurers wissenschaftlichen und heimatkundlichen Abhandlungen in Fach- und heimatkundlichen Zeitschriften. Er war auch Mitarbeiter an der Topographie von Niederösterreich und den Regesten zur Geschichte der Erzdiöcese Wien. Standardwerke sind seine Bücher über Asparn an der Zaya, Schlosshof und Hainburg an der Donau. Von grundsätzlicher Bedeutung ist auch das umfangreiche Sammelwerk Marianisches Niederösterreich, eine Fundgrube  volkskundlicher, historischer und religiöser Quellen.
Maurers Bedeutung als niederösterreichischer Heimatforscher des 19. Jahrhunderts liegt in seiner Sachlichkeit und in der Auffindung und erfolgreichen Verarbeitung des Quellenmaterials.

## Schriften (Auswahl)
- Geschichte des Marktes Asparn an der Zaya, Wien 1887
- Geschichte des k.k. Lustschlosses Schloßhof und des Marktes Hof an der March, Wien 1889
- Geschichte der landesfürstlichen Stadt Hainburg, Wien 1894
- Marianisches Niederösterreich. Denkwürdigkeiten der Marienverehrung im Lande unter der Enns, Wien 1899 (herausgegeben von P. Georg Kolb)